# Gaius Scribonius Curio
Gaius Scribonius Curio, född 90 f.Kr. död 49 f.Kr., var en romersk politiker och fältherre under slutet av den Romerska republiken. Han var son till Gaius Scribonius Curio, död 53 f.Kr.
Curio var känd som en framstående talare och stödde Julius Caesar under Romerska inbördeskriget (49 f.Kr. – 45 f.Kr.). Efter att ha pacificerat Sardinien och Sicilien sändes han till Africa där han blev besegrad och stupade i strid mot kung Juba, som stödde Pompejus.